# Брони
Брони (итал. Broni) је насеље у Италији у округу Павија, региону Ломбардија.
Према процени из 2011. у насељу је живело 8420 становника. Насеље се налази на надморској висини од 82 м.

## Становништво
| 1931. | 1936. | 1951. | 1961. | 1971.  | 1981.  | 1991.  | 2001. | 2011. |
| ----- | ----- | ----- | ----- | ------ | ------ | ------ | ----- | ----- |
| 6.767 | 7.248 | 7.882 | 9.208 | 10.759 | 10.726 | 10.077 | 9.347 | 9.073 |